# Lista de ordens de aves
Esta é uma lista completa de todas as ordens da classe Aves:
- Aberratiodontuiformes
- Aegotheliformes
- Aepyornithiformes
- Alexornithiformes
- Ambiortiformes
- Anseriformes
- Apodiformes
- Apterygiformes
- Archaeopterygiformes
- Bucerotiformes
- Caprimulgiformes
- Casuariiformes
- Cathayornithiformes
- Chaoyangornithiformes
- Charadriiformes
- Ciconiiformes
- Coliiformes
- Columbiformes
- Confuciusornithiformes
- Coraciiformes
- Craciformes
- Cuculiformes
- Dinornithiformes
- Eoenantiornithiformes
- Euenantiornithes Incertae Sedis
- Euornithiformes
- Eurolimnornithiformes
- Falconiformes
- Galbuliformes
- Galliformes
- Gastornithiformes
- Gansuiformes
- Gobipterygiformes
- Gaviiformes
- Gruiformes
- Hesperornithiformes
- Ichthyornithiformes
- Liaoxiornithiformes
- Liaoningornithiformes
- Lithornithiformes
- Longipterygiformes
- Mesitornithiformes
- Musophagiformes
- Omnivoropterygiformes
- Opisthocomiformes
- Palaeocursornithiformes
- Passeriformes
- Patagopterygiformes
- Pelecaniformes
- Phoenicopteriformes
- Piciformes
- Podicipediformes
- Procellariiformes
- Psittaciformes
- Protoaviformes
- Protopterygiformes
- Pteroclidiformes
- Rheiformes
- Saurornithes Incertae Sedis
- Sphenisciformes
- Strigiformes
- Struthioniformes
- Tinamiformes
- Trochiliformes
- Trogoniformes
- Turniciformes
- Upupiformes
- Yandangithiformes
- Yanornithiformes